# WinCDEmu
WinCDEmu ist ein Windows-Programm (32 sowie 64 Bit), um optische Laufwerk zu emulieren. Das Programm wird seit 2008 von dem Russen Ivan Shcherbakov entwickelt. Die Quelltexte sind als Open Source unter der GNU Lesser General Public License (LGPL) frei verfügbar.
WinCDEmu unterstützt in Version 3.4 folgende Formate: ISO, CUE, IMG, BIN, NRG, MDF/MDS, CCD und RAW-Formate. WinCDEmu ist Bestandteil der Opensource-DVD 13.0 und war Software-Tipp des Tages bei Computer Bild am 23. Dezember 2009.

## Technische Details
Wie andere Emulatoren dieser Art virtualisiert auch WinCDEmu optische Laufwerke (zum Beispiel für CDs oder DVDs). Dabei werden zuvor sogenannte Speicherabbilder der optischen Medien erstellt, um diese dann von der Festplatte in einem virtuellen Laufwerk wiederzugeben. WinCDEmu kann selbst solche Abbilder erstellen.
Nach der Installation von WinCDEmu genügt es, eine Datei in einem der unterstützten Formate doppelt anzuklicken, um sie als virtuelles Laufwerk zu „mounten“, das heißt als Laufwerk mit einem Buchstaben ansprechen zu können.
Um CD/DVD-Abbilder wieder auszuwerfen, benötigt es kein System-Tray-Programm, sondern es genügt ein erneuter Doppelklick auf die betr. Datei, oder ein Rechtsklick auf das entsprechende Laufwerk und das Betätigen der Auswerfen-Funktion.
Das virtuelle Laufwerk wird dabei so in das Betriebssystem eingebunden, dass es scheint, als ob sich ein zusätzliches Laufwerk im verwendeten Rechner befände. Für den Nutzer unterscheidet es sich in der Bedienung nicht von physischen Laufwerken. Besonders bei Notebooks kann dadurch Strom gespart werden, weil die Festplatte, auf der das virtuelle Laufwerk liegt, weniger Strom verbraucht als ein DVD-Laufwerk.

## Tests
Chip.de urteilt: „WinCDEmu ist der wohl einfachste Weg, eine Image-Datei zu mounten und auszuführen.“
Jon L. Jacobi von der amerikanischen Computerzeitschrift PC World meinte, dass die Software sein höchstes Lob erhalten habe, dass er die Software nach dem Test auch auf seinen Hauptsystemen einsetze. „As a matter of fact, WinCDEmu has received the highest form of praise I can dole out--it's made the leap from my VMs and test bed onto my main systems.“